# 総合的設備管理
総合的設備管理（そうごうてきせつびかんり、TPM;Total Productive Maintenance）とは、企業などにおいて、製造設備の保守管理を総合的に行い、設備停止時間の減少を目指し、生産性の向上を計る活動。1971年に日本プラントメンテナンス協会（のちの日本プラントメンテナンス協会）により提唱された。アメリカ合衆国のPM（Productive Maintenance）がもとになっているが、活動範囲を設備管理部門に限定せずトップから第一線まで全員参加で推進するところに特色がある。1971年にトヨタグループの日本電装（のちのデンソー）が日本プラントメンテナンス協会のPM賞を受賞したことをきっかけにトヨタグループ各社から普及が始まった。日本語では「全員参加の生産保全」と訳されることもある。

## 内容
総合的設備管理は、設備効率を最高にすることを目標にして、設備の一生涯を対象としたPM（予防保全）のトータルシステムを確立し、設備の計画部門、保全部門、使用部門などのあらゆる部門にわたって、トップから第一線従業員にいたるまで全員が参加し、動機づけ管理、すなわち小集団活動によりPM（予防保全）を推進することをいう。
1. 個別改善（ロス削減のための設備の改善）[1]
2. 自主保全（オペレータの保守作業の分担）[1]
3. 計画保全（保守作業の適切なスケジュール管理）[1]
4. 教育訓練（保全技能に関する教育と訓練）[1]
5. 初期管理（開発・設計段階での手順の明確化など）[1]
6. 品質保全（設備の保守管理による製品の品質確保）[1]
7. 管理間接部門活動（事務部門や開発部門の生産部門への支援など）[1]
8. 安全・環境管理（無事故・無災害・環境への配慮）[1]